# FIATA
Mezinárodní federace zasilatelských sdružení (francouzsky Fédération Internationale des Associations de Transitaires et Assimilés; v oficiálním názvu je úmyslně zvolený pojem „zasilatelské sdružení“) je mezinárodní organizace sdružující národní svazy zasilatelů a příbuzných oborů (např. skladů). Byla založena roku 1926 ve Vídni, sekretariát sídlí v Curychu.
Členy jsou v zásadě národní organizace zasilatelů, členy však mohou být jako přidružení členové i jednotlivé zasilatelské firmy. Hlavním cílem je obhajovat zájmy spedice na mezinárodní úrovni. Za tímto účelem tato organizace kromě jiného vydává unifikované dokumenty (formuláře) pro mezinárodní obchod, např. FCR, FCT, FWR, FBL, SDT.
Pracuje formou komisí a pracovních skupin.